# Platynereis insolita
Platynereis insolita är en ringmaskart som beskrevs av Gravier 1901. Platynereis insolita ingår i släktet Platynereis och familjen Nereididae. Inga underarter finns listade i Catalogue of Life.